# 豊田市立花山小学校
豊田市立花山小学校（とよたしりつ はなやましょうがっこう）は、愛知県豊田市下山田代町にある公立小学校。

## 概要
- 校区は蕪木町、下山田代町、田折町、花沢町であり、公立中学校に進学する場合は豊田市立下山中学校へ進学する[1]。
- 元々は額田郡下山村の小学校であったが、校区が東加茂郡下山村に編入されたことにより、東加茂郡下山村の小学校となった経緯がある。

## 沿革
- 1873年（明治6年） -
  - 下山学校が開校する。額田郡田代村、上田代村、折地村の児童が通学する。
  - 柵沢村に童義校の分校として童義校分校を設置する。東加茂郡槙ヶ田和村、柵沢村、花園村、長峯村の児童が通学する。
- 1875年（明治8年）12月 - 下山学校と童義校分校が合併し、下山学校となる。易往寺[注釈 1]を仮校舎とする。額田郡田代村、上田代村、折地村、及び東加茂郡槙ヶ田和村、柵沢村、花園村、長峯村、切二木村の児童が通学する。
- 1878年（明治11年）
  - 1月 - 校舎を新築し、移転する。
  - 12月 - 東加茂郡槙ヶ田和村、柵沢村、花園村、長峯村、切二木村が合併し、東加茂郡花沢村となる。
  - 12月 - 額田郡上田代村と折地村が合併し、田折村となる。
  - 12月 - 額田郡伊賀谷村と中保久村が合併し、中伊村となる。
- 1887年（明治20年） - 尋常小学下山学校に改称する。額田郡蕪木村、外山村、一色村が校区に加わり、外山分教場を設置する。
- 1889年（明治22年）10月1日 -
  - 額田郡田折村、中伊村、保久村、蕪木村、田代村、外山村、一色村、富尾村、蘭村が合併し、額田郡下山村が発足する。
  - 東加茂郡東大沼村と花沢村が合併し、東加茂郡大沼村が発足する。
- 1894年（明治25年）12月 - 額田郡下山村東加茂郡大沼村組合立花山尋常小学校に改称する。外山、一色の児童はが下山尋常小学校に移る。
- 1905年（明治39年）5月1日 - 東加茂郡下山村、大沼村、富義村が合併し、東加茂郡下山村が発足する。
- 1907年（明治40年） - 学校組合が解散する。花山尋常小学校は所在地の東加茂郡下山村の学校となり、東加茂郡花山尋常小学校となる。校区は東加茂郡下山村の花沢地区となり、額田郡下山村の田代、田折、蕪木を受託する。
- 1910年（明治43年） - 現在地（当時の額田郡下山村田代字万徳）に校舎を新築し、移転する。同時に額田郡下山村の学校となり、額田郡花山尋常小学校に改称する。校区は額田郡下山村の田代、田折、蕪木となり、東加茂郡下山村の花沢を受託する。
- 1913年（大正2年）4月 - 額田郡常磐村須山（現・岡崎市大柳町の一部）の児童を受託する。
- 1925年（大正14年）4月 - 農業補習学校を併設する。
- 1927年（昭和2年）4月 - 下山公民学校女子部を併設する。
- 1941年（昭和16年）4月1日 - 花山国民学校に改称する。
- 1947年（昭和22年）4月1日 - （額田郡）下山村立花山小学校に改称する。
- 1954年（昭和29年）10月 - 校舎を新築する。
- 1955年（昭和30年）4月 - 須山地区の受託を解消する。
- 1956年（昭和31年）9月30日 - 額田郡下山村が分割され、田代、田折、蕪木、蘭は東加茂郡下山村へ編入される。同時に（東加茂郡）下山村立花山小学校に改称する。校区は田代、田折、蕪木、蘭、花沢となる。
- 1992年（平成4年）7月 - 体育館が完成する。
- 2005年（平成17年）4月1日 - 東加茂郡下山村が豊田市へ編入される。同時に豊田市立花山小学校に改称する。
- 2006年（平成18年）4月1日 - 蘭地区が豊田市立巴ヶ丘小学校校区に移る。

## 交通アクセス
- 名鉄バス大沼線 名鉄東岡崎駅より【19系統】【20系統】大沼行「花山学校下」バス停より徒歩約2分。
- とよたおいでんバス下山・豊田線 豊田市駅より【10系統】大沼行「花山学校下」バス停より徒歩約2分。